# Rhodobryum umbraculum
Rhodobryum umbraculum là một loài Rêu trong họ Bryaceae. Loài này được (Bruch ex Hook.) Schimp. ex Paris miêu tả khoa học đầu tiên năm 1898.